# 17195 Jimrichardson
17195 Jimrichardson è un asteroide della fascia principale. Scoperto nel 1999, presenta un'orbita caratterizzata da un semiasse maggiore pari a 3,2100777 UA e da un'eccentricità di 0,1304468, inclinata di 6,05464° rispetto all'eclittica.